# Crumenulopsis
Crumenulopsis is een geslacht van schimmels uit de familie Cenangiaceae.

## Soorten
Volgens Index Fungorum telt het geslacht vier soorten (peildatum februari 2022):
| Soortnaam                                                  | Auteur(s)                                       | Publicatiejaar |
| ---------------------------------------------------------- | ----------------------------------------------- | -------------- |
| Crumenulopsis atropurpurea                                 | (E.K. Cash & R.W. Davidson) Hanlin & B. Jiménez | 1992           |
| Crumenulopsis lacrimiformis                                | A. Funk                                         | 1986           |
| Crumenulopsis pinicola (Smalsporig dennengroepsschoteltje) | (Rebent.) J.W. Groves                           | 1969           |
| Crumenulopsis sororia (Breedsporig dennengroepsschoteltje) | (P. Karst.) J.W. Groves                         | 1969           |